# Clarkia dudleyana
Clarkia dudleyana är en dunörtsväxtart som först beskrevs av LeRoy Abrams, och fick sitt nu gällande namn av James Francis Macbride. Clarkia dudleyana ingår i släktet clarkior, och familjen dunörtsväxter. Inga underarter finns listade i Catalogue of Life.